# 烟花葬
煙火葬是一種綠色殯葬形式，指將逝者火化後之骨灰混入煙火中，在空曠的地方燃放後者，使得骨灰隨著煙火隨風飄逝。由於這種方法佔用的地方較傳統殯葬少，因此這種殯葬方法對環境比較友善。
美國作家亨特·斯托克顿·汤普森2005年自殺身亡後即採用此種殯葬方式，骨灰被發射到美國科羅拉多州伍迪溪的空中撒開。